# کتابخانه هارولد واشنگتن
کتابخانه هارولد واشینگتن (انگلیسی: Harold Washington Library) کتابخانهٔ مرکزی سامانهٔ کتابخانه عمومی شیکاگو در شیکاگو، ایلینوی آمریکا است. زیربنای این کتابخانه ۷۰٬۲۰۰ متر مربع (۹۰٬۳۰۰ به علاوه بام و باغ) است. معماری بنا از نمونه‌های شاخص معماری پست‌مدرن در شیکاگو است. . از مشخصه‌های این سبک می‌توان تقارن و همچنین استفاده از عناصر تزئینی را نام برد. این کتابخانه به افتخار نخستین شهردار آفریقایی-آمریکایی شیکاگو هارولد واشینگتن نامگذاری شده‌است.
عملیات احداث آن در سال ۱۹۹۱ میلادی، به موقع و مطابق بودجه هنگفت ۱۴۴ میلیون دلاری خود به پایان رسیده بود، سبک معماری آن در مطبوعات محلی شیکاگو بحث‌برانگیز بود.